# Gestiès
 Gestiès  là một xã ở tỉnh Ariège, thuộc vùng Occitanie ở phía tây nam nước Pháp.

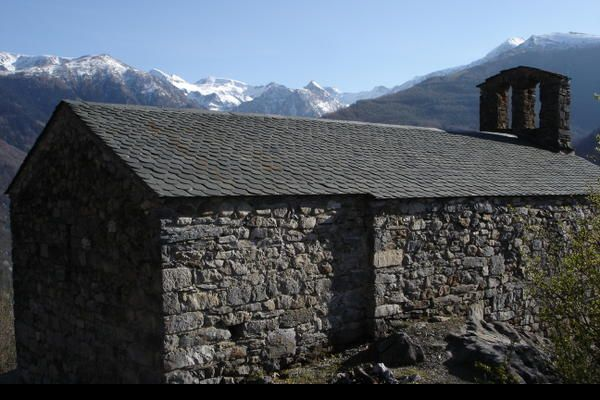
Chapelle Saint Nicholas